# Hunspell
Hunspell — свободная программа для проверки орфографии. Предназначен для языков со сложной системой словообразования и обширной морфологией. Изначально предполагалась поддержка только венгерского языка.
Hunspell был основан на MySpell и совместим с языковыми файлами MySpell. Несмотря на то, что MySpell использует 8-битный набор символов кодировки ASCII, Hunspell может также использовать языковые файлы в кодировке Unicode UTF-8.
Hunspell был разработан венгерским биологом и разработчиком свободного программного обеспечения по имени Ласло Немет (не путать с дантистом и писателем Ласло Неметом, умершим в 1975 году). Его недавняя работа в качестве ведущего программиста также связана со свободным программным обеспечением, особенно с LibreOffice. Он участвует в OpenOffice.org/LibreOffice в качестве автора кода с 2002 года (проверка орфографии, расстановка переносов и т. д.). Он также вносит свой вклад и делает исправления для проверки орфографии Hunspell с поддержкой Unicode, составных слов и агглютинативных языков; Юникод и нестандартные переносы; компонент тезауруса с основой и суффиксом; Светонепроницаемая проверка грамматики; Графитовые версии шрифтов Linux Libertine и Biolinum с расширенными типографскими возможностями.
Hunspell используют:
- Apple OS X (начиная с версии 10.6 Snow Leopard);
- GoldenDict — многоязычный словарь;
- Adobe InDesign (начиная с версии 7.5 (CS5.5)) — система вёрстки;
- OpenOffice.org — кроссплатформенный пакет офисных приложений (начиная с версии 2.0.2) и его ответвление LibreOffice;
- Thunderbird / Firefox (начиная с версии 3.0) и SeaMonkey (начиная с версии 2.0);
- WinShell, среда разработки программного обеспечения для TeX / LaTeX в Windows;
- Yudit — текстовый редактор для X Window System;
- Opera (начиная с версии 10[1]) — многоплатформенный браузер и программный пакет;
- Google Chrome — браузер с частично открытым исходным кодом и на условиях собственнической лицензии компании Google[2];
- The Bat! — почтовый клиент (начиная с версии 4.0);
- Trados — система автоматизированного перевода;
- Emacs — текстовый редактор;
- EmEditor — текстовый редактор;
- Enchant;
- некоторые плагины к файловому менеджеру Far: FarSpell, RightWords (субплагин под среду FarNet);
- плагин DSpellCheck в текстовом редакторе Notepad++ — для проверки орфографии.